# Norbertijnerabdij Marienweerd
De Norbertijnerabdij Marienweerd is een voormalige abdij bij de Gelderse plaats Beesd.
De norbertijnerabdij Marienweerd werd in het begin van de 12e eeuw gesticht. In een oorkonde uit 1129 maakte de Utrechtse bisschop Andreas bekend dat daartoe de nodige grond beschikbaar was gesteld aan de noordelijke oever van de Linge nabij Beesd. 
In 1134 werd vanuit Mariënweerd de Abdij van Berne gesticht. Deze dochterabdij is tegenwoordig gevestigd in Heeswijk.
In de loop van de jaren kwam de abdij in bezit van veel goederen en inkomstenbronnen. Voorbeelden waren de 45 hoeven in het ontginningsgebied Schonauwen en het patronaatsrecht op de kerk in Beesd te, beide in de omgeving van de abdij. Aan het patronaatsrecht waren veelal tiendrechten verbonden. De goederen werden beheerd door het stichten van uithoven, grote landbouwcomplexen, die onder leiding stonden van een van de kanunniken van het klooster.
Ook de gronden die direct rond de abdij lagen werden geëxploiteerd, maar dan wel door de norbertijnen zelf en niet door pachters. Daarnaast was een deel van de gronden in het Mariënweerdse Veld verpacht. Omdat een voldoende bedijking van de rivieren lange tijd ontbrak, werd het gebied regelmatig overstroomd en de boerderijen werden dan ook op opgeworpen verhogingen, vergelijkbaar met de Friese terpen, maar hier woerden genoemd, gebouwd.
Door de ligging van Mariënweerd in een uithoek van Gelre bij de grens met Holland was het rijke klooster meermalen doelwit van plunderingen door strijdende partijen. In 1427 werd het omvangrijke gebouwencomplex door aanhangers van Rudolf van Diepholt, die trachtte de Utrechtse bisschopszetel te veroveren, door brand geheel verwoest. Nadat het was herbouwd werd het in 1493 door een legerbende opnieuw in brand gestoken. Om een veilig heenkomen te kunnen zoeken in geval van nood, kocht de abt in 1512 een refugiehuis in Culemborg.
Nadat in 1566 en 1567 door Hendrik van Brederode de kostbaarheden uit het klooster waren geroofd en de gebouwen in de as gelegd werd het niet meer herbouwd. Bovendien werd de rijkdom van het klooster aangetast door abten die niet voldoende bekwaam waren voor het beheer ervan. In 1734 werd op de gronden ervan de Heerlijkheid Mariënwaerdt gesticht.

## Beschrijving
Tot nu toe heeft geen archeologisch onderzoek plaatsgevonden. Over de omvang van de gebouwen is dus weinig bekend. Hoewel er geen archeologisch onderzoek is uitgevoerd, is toch wel iets bekend over de omvang van de gebouwen dankzij de 16e-eeuwse rekeningen van metselaars en andere ambachtslieden. Daarin worden naast de abdijkerk en de kapittelzaal tal van ruimten genoemd. Opmerkelijk is een groot aantal kelders waarin bier, wijn, zuivel en fruit werd opgeslagen. Daarnaast lagen er buiten de eigenlijke abdij nog vele gebouwen als een washuis aan de Linge, een brouwerij, smidse, schoenmakerij en bouwhuizen waar de producten van landbouw en veehouderij werden verwerkt. Het tegenwoordige huis is in de 18e eeuw gebouwd op gewelven van één de gebouwen van de abdij.